# Michel van Egmond
Michel van Egmond (Voorburg, 26 maart 1968) is een Nederlands journalist en schrijver. Hij is de eerste auteur die twee jaar na elkaar de NS Publieksprijs wist te winnen. In 2013 kreeg hij de prijs voor Gijp, een jaar later voor Kieft. In 2017 kreeg hij de prijs voor De wereld volgens Gijp. Van Egmond werd hiermee de eerste schrijver die de prijs driemaal won.

## Carrière
Van Egmond begon in 1986 als sportverslaggever van De Zoetermeerse Courant (Sijthoff Pers), maakte vervolgens deel uit van de sportredactie van De Haagsche Courant, schreef later als freelance journalist voor onder meer Hard gras, Esquire en Nieuwe Revu. Daarnaast was hij columnist voor AD Sportwereld Pro, redacteur van Holland Sport en hoofdredacteur van Feyenoord Media. Later werd hij ook columnist voor het voetbalmagazine Voetbal International. Bij het gelijknamige praatprogramma (anno 2015 heet dit programma Voetbal Inside) van RTL 7 was hij eerst beeldregisseur en later eindredacteur.
In 1999 verscheen Van Egmonds eerste verhalenbundel. In Nooit meer juichen besprak hij verscheidene sportlegendes die na hun sportcarrière aan lager wal waren geraakt. In 2012 werkte hij mee aan de biografie van Bert van Marwijk en bracht hij ook de biografie uit van oud-voetballer en tv-persoonlijkheid René van der Gijp, die hij voor het boek een jaar had gevolgd. Gijp werd een bestseller – meer dan 350.000 exemplaren werden verkocht – en won in 2013 de NS Publieksprijs, ondanks kritiek van onder meer schrijver Tommy Wieringa. Een jaar later schreef hij de biografie van oud-voetballer Wim Kieft, die onthulde dat hij bijna twintig jaar verslaafd was aan cocaïne. Het boek, getiteld Kieft, werd eveneens een bestseller. In november 2014 werd de biografie bekroond met de NS Publieksprijs, waardoor Van Egmond de eerste auteur werd die de prijs twee keer won. Tijdens de uitreiking van de prijs in De Wereld Draait Door reageerde hij op de kritiek dat het boek regelmatig gepromoot werd tijdens het tv-programma Voetbal International en noemde hij schrijfster Saskia Noort, die ook genomineerd was, "een levend testbeeld" omdat ze zo vaak in beeld was geweest om haar eigen boek te promoten.
Van Egmond kreeg in oktober 2015, samen met Johan Derksen en zijn dochter Marieke Derksen, een eigen uitgeverij genaamd Voetbal Inside Boeken, een imprint van Overamstel Uitgevers. Met de ondersteuning van het gelijknamige televisieprogramma, probeert de uitgeverij de groei van het Nederlandse sportboek voort te zetten. De uitgeverij heeft met titels als Gijp, Kieft en Geen Genade enkele bestsellers op haar naam staan.
Sinds 2023 is Van Egmond een van de vaste gasten van de podcast KieftJansenEgmondGijp. Samen met sportjournalisten Martijn Krabbendam en Sjoerd Keizer is hij te horen in de Dick Voormekaar Podcast.

## Privé
Van Egmond heeft een relatie met journaliste Antoinnette Scheulderman.

## Bestseller 60
| Boeken met noteringen in de Nederlandse Bestseller 60 | Jaar van verschijnen | Datum van binnenkomst | Hoogste positie | Aantal weken | Opmerkingen                                  |
| ----------------------------------------------------- | -------------------- | --------------------- | --------------- | ------------ | -------------------------------------------- |
| Gijp                                                  | 2012                 | 23-05-2012            | 1 (7wk)         | 80           |                                              |
| Kieft                                                 | 2014                 | 28-05-2014            | 1 (9wk)         | 62           |                                              |
| Topshow                                               | 2015                 | 20-05-2015            | 1 (5wk)         | 19           | in samenwerking met Jan Hillenius            |
| De snor van József Kiprich                            | 2015                 | 16-09-2015            | 8               | 10           |                                              |
| De wereld volgens Gijp                                | 2016                 | 21-09-2016            | 1 (3wk)         | 45           |                                              |
| King                                                  | 2017                 | 06-09-2017            | 19              | 2            |                                              |
| Deal                                                  | 2017                 | 15-11-2017            | 6               | 11           |                                              |
| Inside                                                | 2018                 | 13-06-2018            | 2               | 14           | in samenwerking met Jan Hillenius            |
| Wim Kieft. De terugkeer                               | 2018                 | 07-11-2018            | 4               | 11           |                                              |
| 14 gemiste oproepen van Cruijff                       | 2019                 | 29-05-2019            | 6               | 7            |                                              |
| Patty - de negen levens van Patty Brard               | 2020                 | 01-04-2020            | 3               | 8            | in samenwerking met Antoinnette Scheulderman |
| Derksen                                               | 2021                 | 02-06-2021            | 1 (3wk)         | 39           | in samenwerking met Antoinnette Scheulderman |
| Lourdes aan de Maas                                   | 2022                 | 05-10-2022            | 3               | 15           | in samenwerking met Martijn Krabbendam       |
| Voetbal kijken met Van Basten                         | 2023                 | 15-11-2023            | 14              | 8            |                                              |

## Prijzen
- NS Publieksprijs 2013 voor Gijp[9]
- NS Publieksprijs 2014 voor Kieft[10]
- Nico Scheepmaker Beker, publieksprijs 2014 voor Kieft[11][12]
- Nico Scheepmaker Beker, vakprijs 2014 voor Kieft[13]
- Helden Sportboek van het Jaar voor Topshow
- NS Publieksprijs 2017 voor De wereld volgens Gijp
- Gouden Mossel 2017 (uitgereikt door de stad Rotterdam)[14]

- Gemeinsame Normdatei: 1043730230
- International Standard Name Identifier: 0000 0003 6905 9097
- Library of Congress Control Number: nb2014020125
- Nederlandse Thesaurus van Auteursnamen: 189490918
- Virtual International Authority File: 281317325
- WorldCat: E39PBJjCXjQ6K7qTjBQGK37PwC